# Gram Kommune
Gram Kommune i Sønderjyllands Amt blev dannet ved kommunalreformen i 1970. Ved strukturreformen i 2007 blev den indlemmet i Haderslev Kommune sammen med bl.a. Vojens Kommune.

## Tidligere kommuner
Inden kommunalreformen foretog Gram sognekommune og dens nabokommune en frivillig sammenlægning:
| Kommune | Folketal september 1965 | Byer |
| ------- | ----------------------- | ---- |
| Gram    | 3.468                   | Gram |
| Fole    | 550                     | Fole |
| I alt   | 4.018                   |      |

Ved selve kommunalreformen kom endnu en sognekommune med i Gram Kommune:
| Kommune | Folketal 1. januar 1970 | Byer  |
| ------- | ----------------------- | ----- |
| Gram    | 3.959                   |       |
| Højrup  | 1.071                   | Arnum |
| I alt   | 5.030                   |       |

## Sogne
Gram Kommune bestod af følgende sogne:
- Fole Sogn (Frøs Herred)
- Gram Sogn (Frøs Herred)
- Højrup Sogn (Hviding Herred)

## Borgmestre[3]
| Navn            | Parti                       | Periode   |
| --------------- | --------------------------- | --------- |
| Jes Schmidt     | Venstre                     | 1970-1974 |
| Hans Rossen     | Det Konservative Folkeparti | 1974-1978 |
| Anton Paulsen   | Venstre                     | 1978-1990 |
| Hans Peter Geil | Venstre                     | 1990-2006 |

## Rådhus
Gram Kommunes rådhus på adressen "Ved Rådhuset" blev solgt i 2008 og igen i 2014, denne gang på tvangsauktion. Huset har stået tomt siden 2006 og forfalder. I 2024 blev det revet ned.